# Compus politopic
Un compus poliedric este o figură geometrică care este compusă din mai multe poliedre care au un centru comun. Aceștia sunt analogii tridimensionali ai compușilor poligonali, cum ar fi hexagrama.
Vârfurile exterioare ale unui compus pot fi conectate pentru a forma un poliedru convex numit anvelopă convexă. Un compus este o fațetare a anvelopei sale convexe.
Un alt poliedru convex este format din micul spațiu central comun tuturor membrilor compusului. Acest poliedru poate fi folosit ca nucleu pentru un set de stelări.

## Compuși regulați
Un compus poliedric regulat poate fi definit ca un compus care, la fel ca un poliedru regulat, este tranzitiv pe vârfuri, muchii și fețe. Spre deosebire de cazul poliedrelor, acest lucru nu este echivalent cu faptul că grupul de simetrie acționează tranzitiv asupra steagurilor; compusul a două tetraedre este singurul compus regulat cu acea proprietate. Există cinci compuși regulați ai poliedrelor:
| Compus regulat (simbol Coxeter)      | Imagine | Sferic | Anvelopă convexă | Nucleu comun         | Grup de simetrie | Subgrup limitat la un component | Compus regulat dual         |
| ------------------------------------ | ------- | ------ | ---------------- | -------------------- | ---------------- | ------------------------------- | --------------------------- |
| Două tetraedre {4,3}[2{3,3}]{3,4}    |         |        | Cub              | Octaedru             | *432 [4,3] Oh    | *332 [3,3] Td                   | Două tetraedre              |
| Cinci tetraedre {5,3}[5{3,3}]{3,5}   |         |        | Dodecaedru       | Icosaedru            | 532 [5,3]+ I     | 332 [3,3]+ T                    | Geamăn chiral (enantiomorf) |
| Zece tetraedre 2{5,3}[10{3,3}]2{3,5} |         |        | Dodecaedru       | Icosaedru            | *532 [5,3] Ih    | 332 [3,3] T                     | Zece tetraedre              |
| Cinci cuburi 2{5,3}[5{4,3}]          |         |        | Dodecaedru       | Triacontaedru rombic | *532 [5,3] Ih    | 3*2 [3,3] Th                    | Cinci octaedre              |
| Cinci octaedre [5{3,4}]2{3,5}        |         |        | Icosidodecaedru  | Icosaedru            | *532 [5,3] Ih    | 3*2 [3,3] Th                    | Cinci cuburi                |

Cel mai cunoscut este compusul regulat de două tetraedre, denumit adesea stella octangula, un nume dat de Kepler. Vârfurile celor două tetraedre definesc un cub, iar intersecția celor două definește un octaedru regulat, care are aceleași plane ale fețelor ca și compusul. Astfel, compusul a două tetraedre este o stelare a octaedrului, de fapt singura stelare finită a acestuia.
Compusul de cinci tetraedre vine în două versiuni enantiomorfe, care împreună alcătuiesc compusul regulat de zece tetraedre. Compusul regulat din zece tetraedre poate fi construit și din cinci stella octangula.
Fiecare dintre compușii tetraedrici regulați este autodual sau dual față de geamănul său chiral; compusul regulat de cinci cuburi și compusul regulat de cinci octaedre sunt duale între ele. Prin urmare, compușii poliedrici regulați pot fi considerați și compuși duali regulați.
Notația Coxeter pentru compușii regulați este dată în tabelul de mai sus, încorporând simbolurile Schläfli. Simbolurile dintre parantezele pătrate, [d{p,q}], descriu componentele compusului: un număr de d poliedre {p,q}. Simbolurile  dinainte de parantezele pătrate descriu dispunerea vârfurilor compusului: c{m,n} [d{p,q}] este un compus din d poliedre {p,q} care au în comun vârfurile lui {m,n} de c ori. Simbolurile de după parantezele pătrate descriu aranjamentul fațetelor compusului: [d{p,q}]e{s,t} este un compus din d poliedre {p,q} care au în comun fețele lui {s,t} de e ori. Acestea pot fi combinate: astfel c{m,n} [d{p,q}]e{s,t} este un compus din d poliedre {p,q} care are în comun vârfurile lui {m,n} de c ori și fețele lui {s,t} de e ori. Această notație poate fi generalizată la compuși în orice număr de dimensiuni.

## Compuși duali
Un compus dual este compus dintr-un poliedru și dualul său, dispuși în jurul unei sfere mediane comune, astfel încât muchia unui poliedru intersectează muchia duală a poliedrului dual. Există cinci compuși duali ai poliedrelor regulate.
Nucleul este rectificarea ambelor poliedre. Anvelopa este duala acestei rectificări, iar diagonalele fețelor sale rombice sunt laturile intersectate ale celor două poliedre (și au cele patru vârfuri alternate). Pentru poliedrele convexe, acesta este anvelopa convexă.
| Compus dual                                                     | Imagine | Anvelopă                                         | Nucleu                                     | Grup de simetrie |
| --------------------------------------------------------------- | ------- | ------------------------------------------------ | ------------------------------------------ | ---------------- |
| Două tetraedre (Compus de două tetraedre, octaedru stelat)      |         | Cub                                              | Octaedru                                   | *432 [4,3] Oh    |
| Cub–octaedru (Compus de cub și octaedru)                        |         | Dodecaedru rombic                                | Cuboctaedru                                | *432 [4,3] Oh    |
| Dodecaedru–icosaedru (Compus de dodecaedru și icosaedru)        |         | Triacontaedru rombic                             | Icosidodecaedru                            | *532 [5,3] Ih    |
| Micul dodecaedru stelat–marele dodecaedru (Compus de sD și gD)  |         | Triacontaedru rombic medial (Convex: Icosaedru)  | Dodecadodecaedru (Convex: Dodecaedru)      | *532 [5,3] Ih    |
| Marele icosaedru-marele dodecaedru stelat (Compus de gI și gsD) |         | Marele triacontaedru rombic (Convex: Dodecaedru) | Marele icosidodecaedru (Convex: Icosaedru) | *532 [5,3] Ih    |

Tetraedrul este autodual, deci compusul dual al unui tetraedru cu dualul său este octaedrul stelat regulat.
Compușii duali octaedrici și icosaedrici sunt primele stelării ale cuboctaedrului, respectiv icosidodecaedrului.

## Compuși uniformi
În 1976 John Skilling a publicat Compuși uniformi ai poliedrelor uniforme, în care a enumerat 75 de compuși (inclusiv 6 ca seturi de compuși prismatici infiniți, #20–#25) realizați din poliedre uniforme cu simetrie de rotație. (Fiecare vârf este tranzitiv pe orice alt vârf.) Această listă include cei cinci compuși regulați de mai sus. Cei 75 de compuși uniformi sunt enumerați în tabelul de mai jos. La cei mai mulți fețele lor sunt prezentate colorate individual. Unele perechi chirale de grupuri de fețe sunt colorate prin simetria fețelor din fiecare poliedru.
- 1-19: Diverse (4,5,6,9,17 sunt cei 5 compuși regulați)

|  |  |  |  |  |  |
|  |  |  |  |  |  |
|  |  |  |  |  |  |
|  |  |  |  |  |  |

- 20-25: Simetria prismelor este inclusă în simetria prismatică,

|  |  |  |  |  |  |

- 26-45: Simetria prismelor este inclusă în simetria octaedrică sau simetria icosaedrică,

|  |  |  |  |  |  |
|  |  |  |  |  |  |
|  |  |  |  |  |  |
|  |  |  |  |  |  |

- 46-67: Simetria tetraedrică este inclusă în simetriile octaedrică sau icosaedrică,

|  |  |  |  |  |  |
|  |  |  |  |  |  |
|  |  |  |  |  |  |
|  |  |  |  |  |  |

- 68-75: perechi enantiomorfe,

|  |  |  |  |  |  |
|  |  |  |  |  |  |

## Alți compuși
| |  |
| Compusul de patru cuburi (stânga) nu este nici un compus regulat, nici dual, nici uniform. Dualul său, compusul de patru octaedre (dreapta), este un compus uniform. |  |

- Compus de trei octaedre
- Compus de patru cuburi

Două poliedre care sunt compuși, dar au elementele fixate rigid la locul lor sunt micul icosidodecaedru complex (compus de icosaedru și marele dodecaedru) și marele icosidodecaedru complex (compus de micul dodecaedru stelat și marele icosaedru). Dacă definiția unui poliedru uniform este generalizată, acestea sunt uniforme.
Secțiunea pentru perechile enantiomorfe din lista lui Skilling nu conține compusul a două mari dodecicosidodecaedre snub deoarece fețele pentagramice ar coincide. Eliminarea fețelor coincidente are ca rezultat compusul de douăzeci de octaedre.

## Compuși 4-politopici
|            |            |
| 75 {4,3,3} | 75 {3,3,4} |

În 4 dimensiuni există un număr mare de compuși regulați ai politopurilor regulate. Coxeter enumeră câteva dintre acestea în cartea sa Regular Polytopes.  McMullen a adăugat șase în lucrarea sa New Regular Compounds of 4-Polytopes.
Autoduali:
| Compus            | Constituent | Simetrie               |
| ----------------- | ----------- | ---------------------- |
| 120 5-celule      | 5-celule    | [5,3,3], ordinul 14400 |
| 120 5-celule(var) | 5-celule    | ordinul 1200           |
| 720 5-celule      | 5-celule    | [5,3,3], ordinul 14400 |
| 5 24-celule       | 24-celule   | [5,3,3], ordinul 14400 |

Perechi duale:
| Compus 1          | Compus 2          | Simetrie               |
| ----------------- | ----------------- | ---------------------- |
| 3 16-celule       | 3 tesseract       | [3,4,3], ordinul 1152  |
| 15 16-celule      | 15 tesseract      | [5,3,3], ordinul 14400 |
| 75 16-celule      | 75 tesseract      | [5,3,3], ordinul 14400 |
| 75 16-celule(var) | 75 tesseract(var) | ordinul 600            |
| 300 16-celule     | 300 tesseract     | [5,3,3]+, ordinul 7200 |
| 600 16-celule     | 600 tesseract     | [5,3,3], ordinul 14400 |
| 25 24-celule      | 25 24-celule      | [5,3,3], ordinul 14400 |

Compuși uniformi și duali cu 4-politopuri convexe:
| Compus 1 Tranzitiv pe vârfuri | Compus 2 Tranzitiv pe celule | Simetrie               |
| ----------------------------- | ---------------------------- | ---------------------- |
| 2 16-celule                   | 2 tesseract                  | [4,3,3], ordinul 384   |
| 100 24-celule                 | 100 24-celule                | [5,3,3]+, ordinul 7200 |
| 200 24-celule                 | 200 24-celule                | [5,3,3], ordinul 14400 |
| 5 600-celule                  | 5 120-celule                 | [5,3,3]+, ordinul 7200 |
| 10 600-celule                 | 10 120-celule                | [5,3,3], ordinul 14400 |
| 25 24-celule(var)             | 25 24-celule(var)            | ordinul 600            |

Indicele superior (var) din tabelele de mai sus indică faptul că compușii etichetați sunt diferiți de ceilalți compuși cu același număr de constituenți.

### Compuși de 4-politopuri stelate regulate
Compuși stelați autoduali:
| Compus         | Simetrie               |
| -------------- | ---------------------- |
| 5 {5,5/2,5}    | [5,3,3]+, ordinul 7200 |
| 10 {5,5/2,5}   | [5,3,3], ordinul 14400 |
| 5 {5/2,5,5/2}  | [5,3,3]+, ordinul 7200 |
| 10 {5/2,5,5/2} | [5,3,3], ordinul 14400 |

Perechi duale de compuși stelați:
| Compus 1     | Compus 2     | Simetrie               |
| ------------ | ------------ | ---------------------- |
| 5 {3,5,5/2}  | 5 {5/2,5,3}  | [5,3,3]+, ordinul 7200 |
| 10 {3,5,5/2} | 10 {5/2,5,3} | [5,3,3], ordinul 14400 |
| 5 {5,5/2,3}  | 5 {3,5/2,5}  | [5,3,3]+, ordinul 7200 |
| 10 {5,5/2,3} | 10 {3,5/2,5} | [5,3,3], ordinul 14400 |
| 5 {5/2,3,5}  | 5 {5,3,5/2}  | [5,3,3]+, ordinul 7200 |
| 10 {5/2,3,5} | 10 {5,3,5/2} | [5,3,3], ordinul 14400 |

Compus stelat uniform și dualul său:
| Compus 1 Tranzitiv pe vârfuri | Compus 2 Tranzitiv pe celule | Simetrie               |
| ----------------------------- | ---------------------------- | ---------------------- |
| 5 {3,3,5/2}                   | 5 {5/2,3,3}                  | [5,3,3]+, ordinul 7200 |
| 10 {3,3,5/2}                  | 10 {5/2,3,3}                 | [5,3,3], ordinul 14400 |

### Compuși de duale
Pozițiile dualelor:
| Compus                                                   | Constituent                                          | Simetrie                |
| -------------------------------------------------------- | ---------------------------------------------------- | ----------------------- |
| 2 5-celule                                               | 5-celule                                             | [[3,3,3]], ordinul 240  |
| 2 24-celule                                              | 24-celule                                            | [[3,4,3]], ordinul 2304 |
| 1 tesseract, 1 16-celule                                 | tesseract, 16-celule                                 |                         |
| 1 120-celule, 1 600-celule                               | 120-celule, 600-celule                               |                         |
| 2 marele 120-celule                                      | marele 120-celule                                    |                         |
| 2 marele 120-celule stelat                               | marele 120-celule stelat                             |                         |
| 1 120-celule icosaedric, 1 micul 120-celule stelat       | 120-celule icosaedric, micul 120-celule stelat       |                         |
| 1 marele 120-celule, 1 marele 120-celule stelat          | marele 120-celule, marele 120-celule stelat          |                         |
| 1 marele larg 120-celule, 1 marele 120-celule icosaedric | marele larg 120-celule, marele 120-celule icosaedric |                         |
| 1 marele larg 120-celule stelat, 1 largul 600-celule     | marele larg 120-celule stelat, largul 600-celule     |                         |

## Teoria grupurilor
În termenii teoriei grupurilor, dacă G este grupul de simetrie al unui compus poliedric, iar grupul acționează tranzitiv pe poliedru (astfel încât fiecare poliedru să poată fi aplicat pe oricare dintre celelalte, ca în cazul compușilor uniformi), atunci dacă H este stabilizatorul unui singur poliedru dat, poliedrele pot fi identificate prin spațiul orbitei G/H — [co]setul gH corespunde poliedrelor g pe care se aplică poliedrul dat.

## Compuși ai pavărilor
Există optsprezece familii cu doi parametri de compuși regulați de pavări ai planului euclidian. În planul hiperbolic sunt cunoscute cinci familii cu un singur parametru și șaptesprezece cazuri izolate, dar nu se știe dacă această listă este completă.
Compușii familiilor euclidiene și hiperbolice 2 {p,p} (4 ≤ p ≤ ∞, cu p întreg) sunt analogii stella octangula sferică, 2 {3,3}.
| Autodual | Duali   | Duali   | Autodual |
| 2 {4,4}  | 2 {6,3} | 2 {3,6} | 2 {∞,∞}  |
| -------- | ------- | ------- | -------- |
|          |         |         |          |
|          | 3 {6,3} | 3 {3,6} | 3 {∞,∞}  |
|          |         |         |          |

O familie cunoscută de compuși de faguri euclidieni regulați în cinci sau mai multe dimensiuni este o familie infinită de compuși de faguri hipercubici, toți având în comun vârfuri și fețe cu un alt fagure hipercubic. Acest compus poate avea orice număr de faguri hipercubici.
Există, de asemenea, compuși de pavări dual regulate. Un exemplu simplu este compusul E2 al unei pavări hexagonale și a dualei sale, pavarea triunghiulară, care are în comun laturile cu pavarea trihexagonală romboidală. Compușii euclidieni de doi faguri hipercubici sunt atât regulați, cât și dual regulați.